# Chicken Little (мультфільм, 1943)
Chicken Little — короткометражний фільм 1943 року, створений Волтом Діснеєм під час Другої світової війни. В основу короткометражки лягла європейська народна казка «Henny Penny», відома в США як «Chicken Little». Це антинацистський фільм, який показує зло масової істерії. Це один з небагатьох фільмів, у яких лиходій перемагає. 

## Сюжет
Оповідач знайомить глядачів зі щасливими та задоволеними місцевими жителями: Кокі Локкі, Хенні Пенні, Турки Луркі, Дакі Лакі, Гусі Пусі та Чікен Літтл (англ. Cocky Locky, Henny Penny, Turkey Lurkey, Ducky Lucky, Goosey Poosie і Chicken Little) вони проживають у затишній та добре захищеній птахофермі. Але вони не знають, що за межами двору з'явився голодний лис Фоксі Локсі (англ. Foxy Loxy), який має намір зловити собі обід з курятини. Однак він не може подолати високий паркан, замкнені ворота та пильного фермера. Але Фоксі Локсі хитрує, знаючи, що є й інші способи вкрасти курку. Тому, дотримуючись поради зі своєї книги з психології, він заявляє: «Чому я маю з'їсти одного, коли я можу з'їсти їх усіх». Він читає вголос уривок, у якому йдеться про те, що найкращий спосіб маніпулювати всім стадом — почати з «найдурнішого» (яким у дворі виявляється Чікен Літтл).
Потім Фоксі Локсі відламує шматок дерева від вивіски ворожки, а потім дезорієнтує Чікен Літтла натяком на грозу, перш ніж кинути цей шматок йому на голову, вдаючи «голос долі». Фоксі Локсі говорить Чікен Літтлу, що небо падає, і шматок такого вдарив його по голові, а потім продовжує говорити йому, що він повинен тікати, рятуючи своє життя. Чікен Літтл біжить розповсюджувати інформацію серед усіх, сіючи паніку, і наводячи натовп туди, де, як він вважає, шматок неба вдарив його. Але після того, як лідер зграї півень Кокі Локкі, негайно доводить, що історія хибна, і натовп розходиться, Чікен Літтл почувається приниженим.
Роздратований тим, що його план не спрацював, Фоксі Локсі знову звертається до своєї книги, щоб знайти щось, що можна зробити з Кокі Локкі, і знаходить уривок, у якому йому пропонується «підірвати віру мас у їхніх лідерів». Він прямує до кола друзів Хенні Пенні, Турки Луркі, Дакі Лакі та Гусі Пузі, щоб розпустити чутки про інтелект і лідерство Кокі Локкі. Це викликає нову хвилю паніки серед птахів, які розповсюджують чутки.
Коли лідерство Кокі Локкі знаходиться під питанням, Фоксі Локсі використовує це, щоб потішити Чікен Літтлу, переконавши його встати і кинути виклик праву Кокі Локкі на лідерство. Тоді мотивований і наповнений упевненістю Чікен Літтл оголошує натовпу, що він їхній новий лідер, і заявляє, що він врятує всі їхні життя. Кокі Локкі заперечує проти цього, заявляючи, що небо не падає. Ці двоє сперечаються про це, поки Кокі Локкі не заявляє: «Якщо небо падає, чому воно не б'є мене по голові?» Зі свого укриття Фоксі Локси використовує рогатку, щоб вистрілити йому в голову шматком дерева у формі зірки, нокаутувавши його. Це шокує всіх, і всі стають переконані, що Чікен Літтл весь цей час мав рацію щодо неба. Коли вони запитують його, що їм робити, Фоксі Локсі шепоче Чікен Літтлу, щоб той провів їх у «печеру», де всі зможуть сховатися від «падаючого неба». Чікен Літтл веде панікуючі маси з ферми через ліс у печеру (яка насправді є лігвищем Фоксі Локсі), і як тільки всі опиняються всередині, Фоксі Локсі входить за ними і завалює вхід валуном. Оповідач запевняє глядачів, що «все буде добре», але мультфільм закінчується тим, що ситий Фоксі Локсі вибудовує вилочні кістки з'їдених птахів у ряд, що нагадує військовий цвинтар. Оповідач вражений, бо він читав, що історія мала закінчитися не так. Фоксі Локсі говорить оповідачу не вірити всьому, що він читає.